# Huta Małapanew
Huta Małapanew – huta żelaza położona w Ozimku nad rzeką Mała Panew. Jest to najstarsza huta działająca w Polsce. Została założona w 1754 roku. Właścicielem jest Gwarant Grupa Kapitałowa w Katowicach.

## Historia
Decyzję o budowie huty podjął król pruski Fryderyk II. Hutę zlokalizowano na lewym brzegu rzeki Mała Panew, między miejscowościami Krasiejów i Schodnia. Już w 1754 zaczął pracować pierwszy wielki piec. Od roku 1781 w Pruskiej Królewskiej Hucie Malapane pracował Ephraim Ludwig Gottfried Abt, początkowo wymieniany jako mistrz (niem. Bergmeister), a potem jako jej zarządca (Oberhütteninspektor). Jego zadaniem było między innymi nadzorowanie prób wytopu żelaza z użyciem węgla kamiennego. Za jego zarządu w hucie, którą sam określał jako „matkę śląskich hut”, w 1789 r. przeprowadzono pierwsze udane próby użycia koksu do wytopu żelaza.
W 1795 r. powstał w zakładzie pierwszy w Europie kontynentalnej metalowy most drogowy, zamontowany rok później na Strzegomce w miejscowości Łażany (zniszczony w roku 1945). Kolejnym ważnym wydarzeniem w dziejach ozimskiej huty było wybudowanie w 1827 roku żeliwnego mostu wiszącego na Małej Panwi, stanowiącego obecnie zabytek, który jest wpisany do rejestru zabytków.
W latach 70. XX w. zatrudnienie w hucie znalazło 7 tysięcy pracowników.
W 1958 przy Hucie Małapanew, Zakładach Przemysłu Bawełnianego „Frotex” w Prudniku i Zakładach Przemysłu Azotowego „Kędzierzyn”, powstały pierwsze w województwie kluby honorowych dawców krwi.